# Siek (Holstein)
Siek ist eine Gemeinde im Kreis Stormarn in Schleswig-Holstein.

## Geografie

### Geografische Lage
Das Gemeindegebiet von Siek erstreckt sich östlich von Hamburg am Fluss Wandse. Es liegt im Naturraum Hamburger Ring der Südholsteinischen Geest.

### Ortsteile
Die Gemeinde Siek umfasst neben dem namensstiftenden Ort, einem Kirchdorf, ebenfalls die weiteren Wohnplätze Birkenbusch, Meilsdorf und Siekerfeld sowie Fleischgaffel.

### Nachbargemeinden
An das Gemeindegebiet von Siek grenzen unmittelbar:
| Ahrensburg | Großhansdorf                                |                     |
|            | Kompassrose, die auf Nachbargemeinden zeigt | Hoisdorf, Großensee |
| Braak      | Brunsbek                                    |                     |

## Geschichte
Die Friedenskirche in Siek ist vermutlich erstmals im 13. Jahrhundert errichtet worden. Ihr Altar stammt aus dem 17. Jahrhundert. Nachdem die Kirche nach einem Blitzschlag abgebrannt war, wurde sie 1883 neu geweiht.
Im Jahr 1813 unterlagen die dänischen Truppen in der Schlacht bei Siek.
Am 1. Februar 1974 wurde die Gemeinde Meilsdorf eingegliedert.
Am 1. Januar 1980 wurden Gebietsteile mit damals etwa 50 Einwohnern an die Nachbargemeinde Großhansdorf abgetreten.

## Politik

### Gemeindevertretung
Bei der Kommunalwahl am 14. Mai 2023 wurden insgesamt 13 Sitze vergeben. Von diesen erhielt die CDU sieben Sitze, die Grünen drei Sitze, die SPD zwei Sitze und die Wählergemeinschaft Siek/Meilsdorf einen Sitz.

### Bürgermeister
Auf der konstituierenden Sitzung der Gemeindevertretung am 12. Juni 2018 wurde der CDU-Bürgermeisterkandidat Andreas Bitzer mit acht Stimmen vor Arnold Trenner (SPD, vier Stimmen) und Elena Grimmer (FDP, eine Stimme) zum Bürgermeister gewählt.
| Wahlperiode   | CDU | SPD | FDP | Bürgermeister        |
| ------------- | --- | --- | --- | -------------------- |
| 2018 bis 2023 | 7   | 4   | 2   | Andreas Bitzer (CDU) |
| 2013 bis 2018 | 6   | 6   | 1   | Arnold Trenner (SPD) |
| 2008 bis 2013 | 5   | 4   | 4   | Arnold Trenner (SPD) |
| 2003 bis 2008 | 7   | 4   | 2   | Peter Rönner (CDU)   |

### Wappen
Blasonierung: „In Rot die silberne Sieker Kirche (Aufriss der Turmfront), begleitet oben rechts von drei goldenen Ähren, von denen die beiden inneren gegen die Kirche geneigt sind, oben links von dem silbernen Stormarner Schwan mit der goldenen Halskrone.“

### Verwaltung
Siek ist Verwaltungssitz des gleichnamigen Amtes.

## Kultur und Sehenswürdigkeiten
- Das erste Vorgängergebäude der Friedenskirche in Siek wurde im 13. Jahrhundert aus Feldsteinen erbaut, nach einem Brand im Jahr 1880 im neugotischen Stil neu errichtet und zwischen 1954 und 1956 umfangreich saniert.
- Das Zweiständerfachwerkhaus von 1792 in Meilsdorf ist das älteste Haus im Kreis Stormarn.
- Galerieholländer-Windmühle im Ortsteil Fleischgaffel

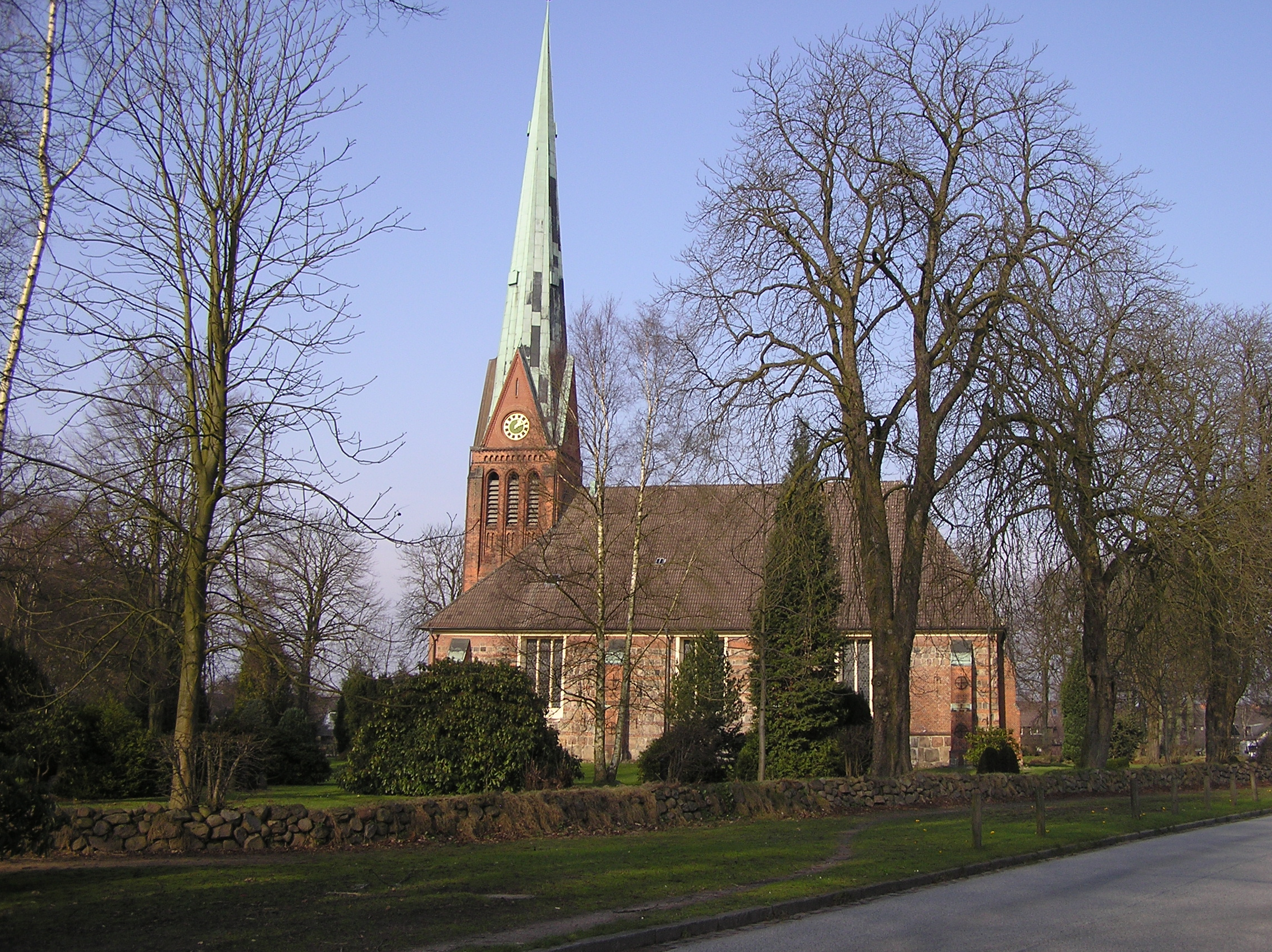
Friedenskirche
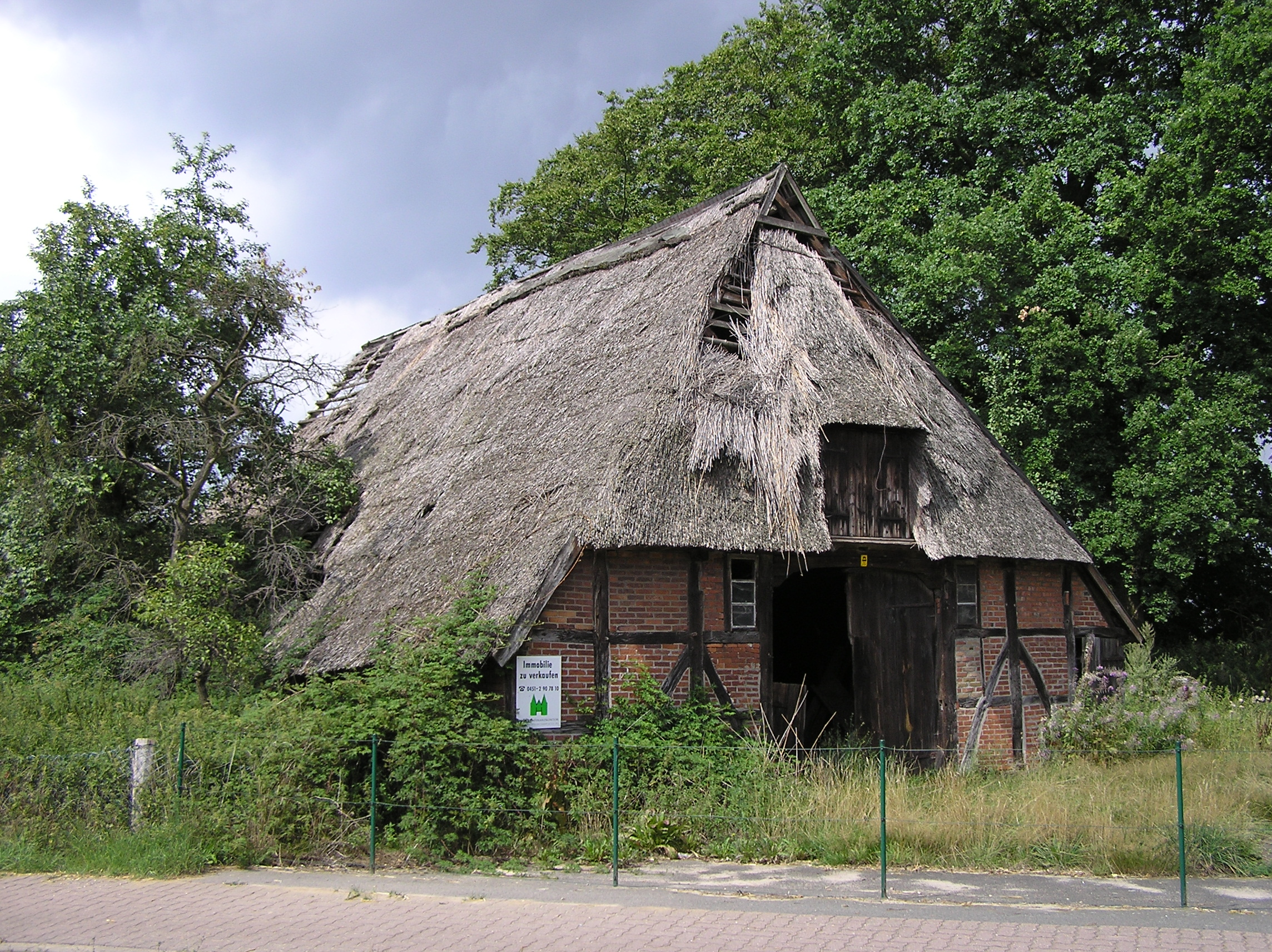
Fachwerkhaus von 1792 in Meilsdorf
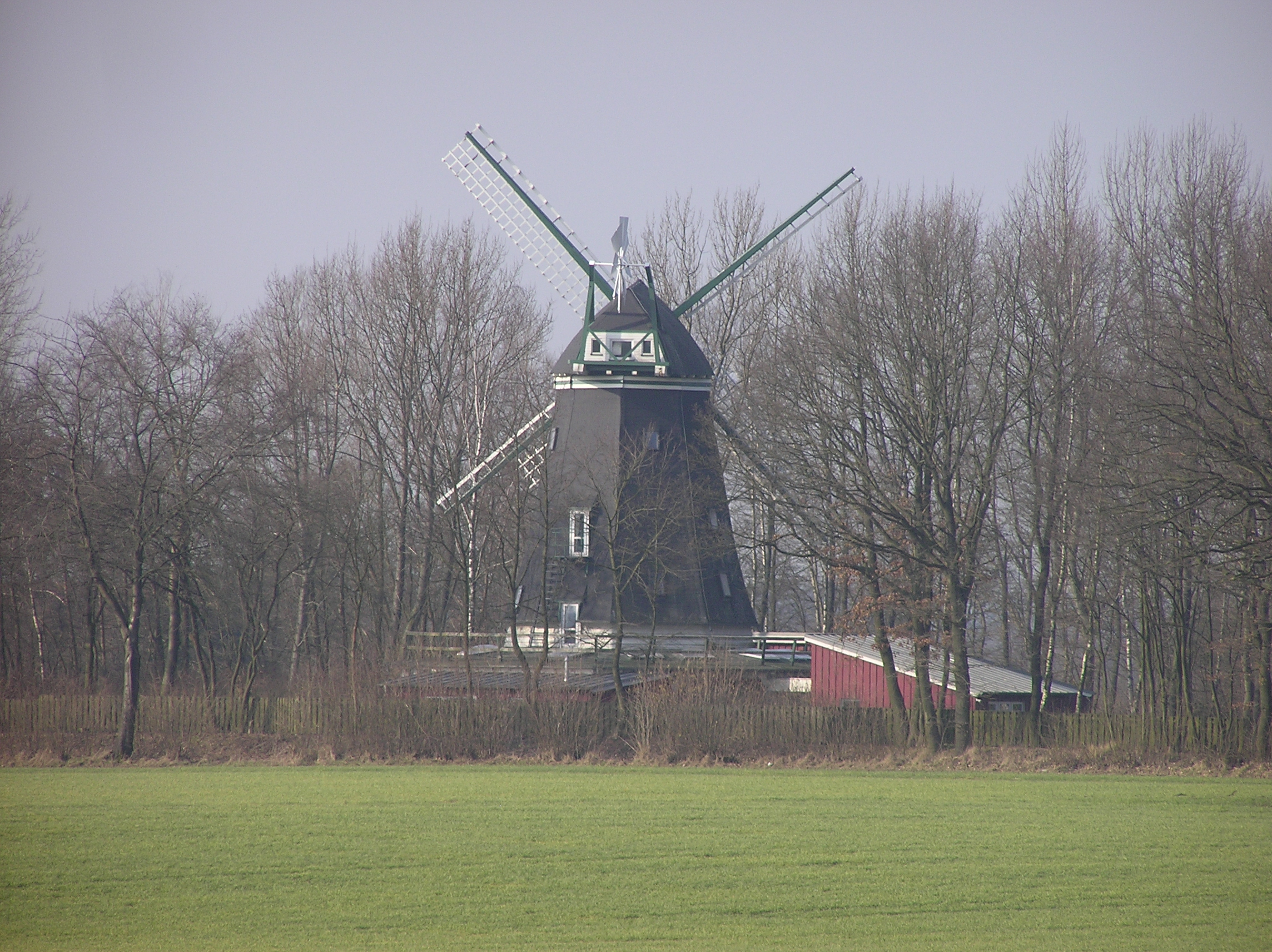
Windmühle in Fleischgaffel
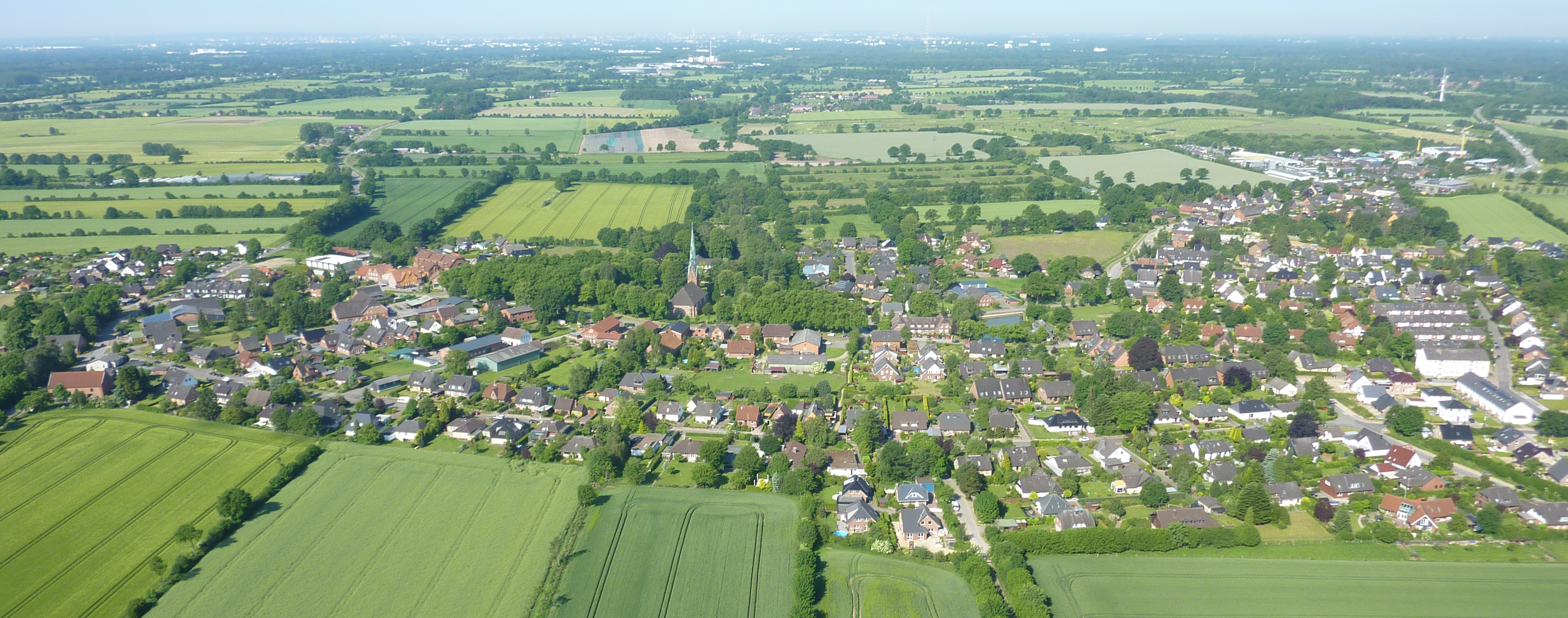
Luftaufnahme der Gemeinde in Richtung West; Ortsteil Siek im Vordergrund, Ortsteil Meilsdorf im Hintergrund (Standort Ohlenstücken/L 224)

## Verkehr
Die Bundesautobahn 1 verläuft durch die Gemeinde.
In Siek gab es einen Haltepunkt der Südstormarnschen Kreisbahn. Nach der Umstellung auf Busbetrieb wurden die Verkehrsverbindungen in den 1950er Jahren von der VHH übernommen. Diese bieten neben den montags bis freitags verkehrenden Buslinien 376 und 869 (letztere nur für den Berufsverkehr morgens und nachmittags), den an Schultagen verkehrenden Buslinien 537 zum Schulzentrum Schmalenbeck und 776 nach Großhansdorf bzw. Ahrensburg sowie der in den Wochenendnächten zwischen dem U-Bahnhof Großhansdorf und Siek verkehrenden Nachtbuslinie 658 seit Dezember 2024 auch das On-Demand-Angebot „hvv hop“ 837 im Raum Trittau/Siek/Braak/Lütjensee/Brunsbek auch mit Fahrtmöglichkeiten von/zum U-Bahnhof Schmalenbeck, Bahnhof Rahlstedt, von/nach Großensee, Stapelfeld, Stellau, Stemwarde, Willinghusen und Neuschönningstedt, von wo aus Fahrtmöglichkeiten mit anderen HVV-Verkehrsmitteln bestehen.

## Persönlichkeiten
- Thomas Sauer (* 1962 in Siek; † 2014 in Berlin), Politiker, Mitglied des Deutschen Bundestages